# Žegar
Žegar – wieś w Słowenii, w gminie Šentjur. W 2018 roku liczyła 121 mieszkańców.